# 滑川郵便局
滑川郵便局（なめりかわゆうびんきょく）は富山県滑川市にある郵便局。民営化前の分類では集配普通郵便局であった。

## 概要
住所：〒936-8799 富山県滑川市清水町3-30

## 沿革

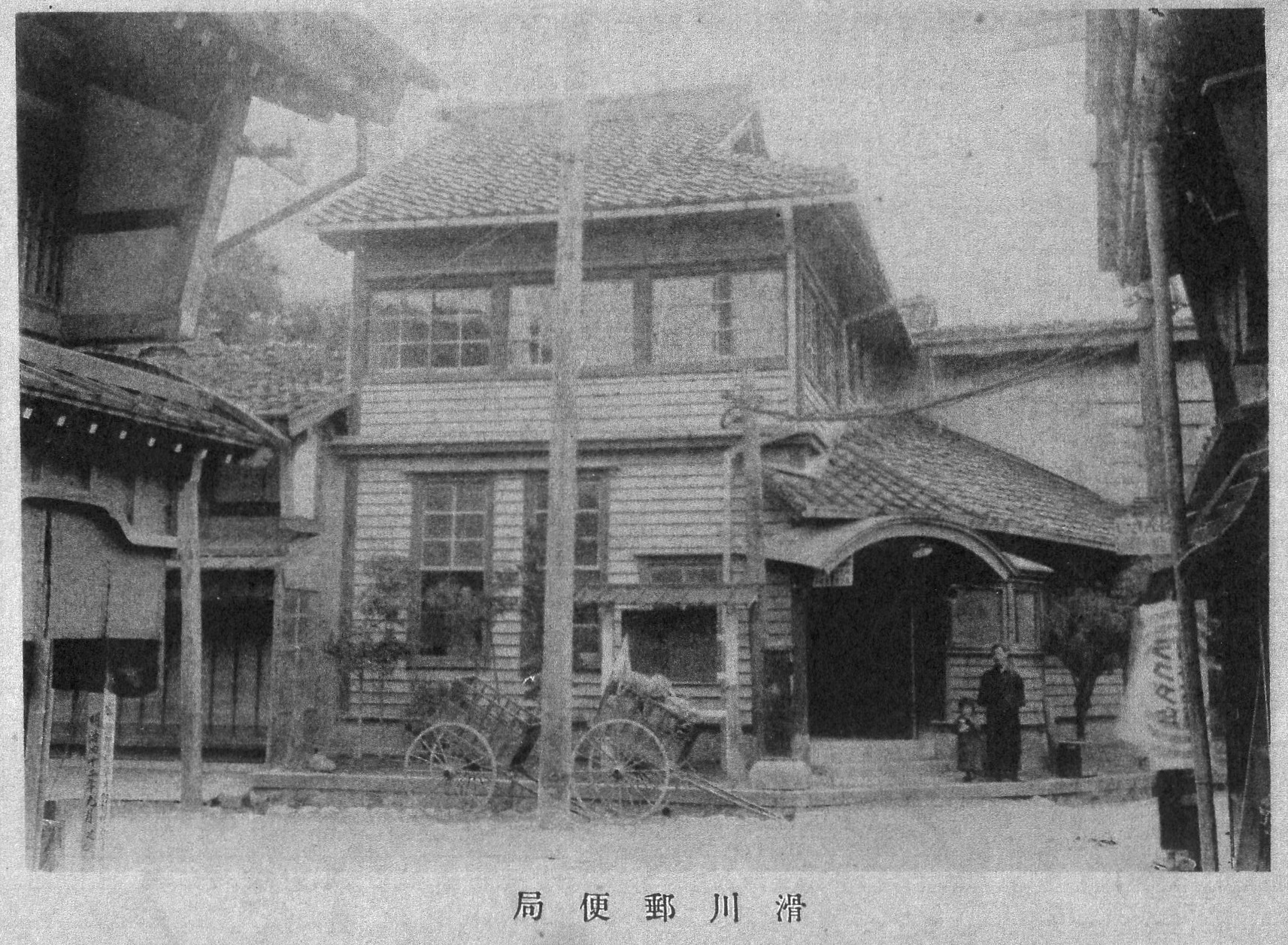
大正初期の滑川郵便局

1951年（昭和26年）新局舎完成を報道する新聞記事

1964年（昭和39年）頃の滑川電報電話局（田中町）。なお1965年（昭和40年）には新局舎が寺家町に完成している

- 1872年8月4日（明治5年7月1日） - 大町に滑川郵便取扱所として開設される[2][3][4]。
- 1873年（明治6年） - 滑川郵便役所（四等）となる[2]。
- 1875年（明治8年）
  - 1月1日 - 滑川郵便局（四等）となる[2]。
  - 1月8日 - 為替の取扱を開始する[3]。
- 1879年（明治12年）3月26日 - 貯金の取扱を開始する[3]。
- 1881年（明治14年）6月5日 - 滑川町に大火が発生し、局舎が類焼する[4][5]。
- 1882年（明治15年）6月 - 三等郵便局に昇格する[2]。
- 1887年（明治20年）10月 - 新設予定の滑川電信局の設置箇所が決定する[6]。
- 1888年（明治21年）
  - 5月1日 - 滑川電信局（三等）が開局する[7]。
  - 6月15日 - 滑川電信局が二等電信局となる[8]。
- 1889年（明治22年）10月16日 - 滑川電信局と合併し、滑川郵便電信局（三等）となり、電信（ただし欧文電報及び欧字とアラビア数字を記入した和文電報を除く）の取扱を開始する[9]。
- 1890年（明治23年）10月16日 - 電信為替の取扱を開始する[10]。
- 1892年（明治25年）10月16日 - 欧文電報及びアラビア数字を記入した和文電報の取扱を開始する[11]。
- 1893年（明治26年）7月1日 - 小包郵便の取扱を開始する[12]。
- 1902年（明治35年）
  - 3月10日 - 明治33年逓信省令第45号「郵便為替規則」第60条により、郵便為替金の居宅払を取扱う局に指定される[13]。
  - 12月20日 - 局舎を中新川郡滑川町大字河端（横町）の旧鋳掛屋跡に局舎を移転する[14][4]。
- 1903年（明治36年）4月1日 - 通信官署官制の施行に伴い滑川郵便局（三等）となる[2]。
- 1907年（明治40年）12月21日 - 電話通話事務を開始する[3][15]。
- 1908年（明治41年）12月11日 - 当局において特設電話加入の申込受理を開始する[16]。ただし、電話交換開始時期は未定[16]。
- 1909年（明治42年）1月16日 - 電話交換業務を開始する[3][17]。
- 1928年（昭和3年）10月1日 - 特設電話規則による電話を電話規則による電話に変更する[18]。
- 1941年（昭和16年）2月1日 - 通信官署官制改正により等級制を廃止する[19]。
- 1945年（昭和20年）12月1日 - 特定郵便局から普通郵便局に昇格する[20]。
- 1949年（昭和24年）
  - 3月12日 - 滑川町長岩城外鐵雄が当郵便局電話分室の敷地として同町田中町の土地を寄附する[21]。
  - 6月1日 - 滑川電報電話局を設置する[22]。
- 1950年（昭和25年）4月 - 田中町に電報電話局が移転[4][23]。
- 1951年（昭和26年）4月2日 - 局舎を中新川郡滑川町田中町（電報電話局前）へ新築移転する[24]。旧局舎はしばらく製薬会社として使われた[25][4]。
- 1954年（昭和29年）7月22日 - 旧計量法（昭和26年法律第207号）により計量器使用事業場に指定する[26]。
- 1958年（昭和33年）
  - 6月1日 - 北加積簡易郵便局及び西加積簡易郵便局の一部業務の廃止に伴い、その取扱事務を承継する[27][28]。
  - 10月10日 - 電信為替業務の一部を滑川電報電話局に委託する[29]。
- 1975年（昭和50年）1月20日 - 滑川市田中町から同市清水町に移転するとともに、和文電報受付および電話通話を開始する[30][31]。
- 1989年（平成元年）10月23日 - 中加積郵便局から集配業務を承継する[32]。
- 1999年（平成11年） - 外国通貨の両替および旅行小切手の売買に関する業務取扱を開始する[33]。
- 2004年（平成16年）4月1日 - 西加積簡易郵便局の廃止に伴い、取扱事務を承継[34]。
- 2007年（平成19年）10月1日 - 民営化に伴い、併設された郵便事業滑川支店に一部業務を移管。
- 2012年（平成24年）10月1日 - 日本郵便株式会社発足に伴い、郵便事業滑川支店を滑川郵便局に統合。

## 取扱内容
- 郵便、印紙、ゆうパック、内容証明
- 貯金、為替、振替、振込、国際送金、外貨両替、国債、投資信託
- 生命保険、バイク自賠責保険、自動車保険、がん保険、引受条件緩和型医療保険
- ゆうちょ銀行ATM
- 「936-00xx」「936-08xx」区域（滑川市の全域、中新川郡上市町（護摩堂（ごまどう）のみ））の集配業務
- ゆうゆう窓口

## 周辺
- 滑川市役所
- 滑川市民会館
- 滑川市立寺家小学校

## アクセス
- 富山地方鉄道本線 中滑川駅から北東へ約500m（徒歩約6分）
- 滑川市コミュニティバス（のる my car） 滑川郵便局前停留所下車
- 北陸自動車道 滑川ICから北西へ約4km
- 駐車場あり：13台